# Alain Bresson
 (janvier 2018).
 (janvier 2018).
Alain Bresson, né le 11 juin 1948 est un artiste et céramiste français.

## Biographie
Le parcours artistique d'Alain Bresson a débuté à 14 ans dans le Sud de la France où il a été céramiste. En 1980, il obtient le grand prix de la biennale internationale de Vallauris puis le Prix-acquisition du concours international de céramique à Faenza en Italie. En 1981, il est élu membre de l'Académie internationale de la céramique[réf. nécessaire].
Dès 1990, naissance d'œuvres monumentales en terre cuite ou en ciment : Les marcheurs, les sentinelles, les cavaliers, , etc. À cette même époque, il met au point un mélange de différents matériaux lui permettant de modeler le ciment. Il effectue de nombreuses expositions en France et à l'étranger. Alain Bresson n'a jamais totalement abandonné le matériau céramique dans ses sculptures : voir les têtes en terre cuite que l'on retrouve dans ses poissons.
Le poisson est un thème important de son parcours de sculpture. Ses poissons sont plus que des poissons. Ils parlent de la comédie humaine (assemblée de V.I.P.[Quoi ?]). Ils marchent, ils volent et racontent l'histoire de l'évolution des espèces animales et du chaînon manquant (on a pu les voir lors de l'exposition Zoo exquis, au château du grand jardin à Joinville en 2003, ou dans les rues de Saint-Dizier en 2004 et plus tard à Laufenburg en Allemagne et à Argenteuil dans l'Yonne).
Depuis 2010[évasif], Alain Bresson vit et travaille dans l'Yonne. Il expose régulièrement son travail dans des espaces extérieurs. Ses œuvres s'imposent par leur stature monumentale et prennent généralement place dans les espaces où la nature et l'architecture sont en harmonie. Son travail est régulièrement montré dans des lieux tels que : plans d'eau, châteaux, parcs, création in situ en forêt , etc.
En 2013, Alain Bresson expose au jardin des Arts du parc d'Ar'Milin en Bretagne, ainsi qu'à Carouge en Suisse.
L'art végétal fait partie intégrante de ses dernières créations... « Alain Bresson est un artiste du Land art. On pourrait dire du forêt art. Situées dans la forêt, ses sculptures déployées sont offertes au regard de tous et au plaisir de chacun. Il rend ainsi la forêt à la population qui en est souvent exclue. Mais son art le porte plus loin. Vivantes, appelées à évoluer et grandir naturellement en fonction des espèces végétales, ses sculptures recréent de la forêt. Projet prémonitoire de l'artiste qui, bien avant tout mouvement écologiste, s'est fixé comme dessein de redonner à la nature la place qui doit être la sienne dans un monde qui la bafoue. À ces fins, il reconstitue l'esthétique de la forêt pour nous la faire aimer » (Jean-Jacques Gleizal, juriste et collectionneur) .

## Expositions
- 1980 : Biennale de Vallauris (Grand Prix), L'Art de Vivre - Cannes, Paris, Les métiers de l'art - Musée des arts Décoratifs - Paris, Métamorphoses - Monceau les Mines - France, Galerie Claf Classen - Nice, Concours international de Faenza
- 1981 : Grand Prix d'Art contemporain - Monaco, Djedda - Arabie Saoudite, Biennale de Châteauroux - France 39e concours international de Faenza Les Jardins de la Méditerranée - Monaco, Céramique Française Contemporaine - Musée des arts Décoratifs - Paris Galerie JC David, - Grenoble, Présence des Formes - Les Angles - France
- 1982 : Chunichi Shimbum - Japon Arts 823 - France, Galerie Noëlla Gest - Bâle, Les Angles - France Galerie Maya Ben - Zurich Galerie Saint Sébastien - Biot - France Atellier d'Amon - France Galerie Noëlla Gest - Saint Rémy en Provence - France Biennale internationale - Vallauris - France
- 1983 : Atelier d'Amon - Paris Galerie Arcadie - Lyon, Galerie Place des Arts - Montpellier - France Blanc sur Blanc - Musée d'Annecy - France, Les Années 80 - Espace Cardin - Paris, Les Années 80 - Drouot - Paris Céramique contemporaine - Vallauris - France
- 1984 : Céramique contemporaine - Sables d'Olonne - France, Bresson Hedbergh Eppelé - Galerie Saint Sébastien - Biot - France Musée de Bellevue - Biston - USA Concours international de Faenza - Italie, Crée le Terre - Romilly sur Seine - DRAC Champagne-Ardenne - France Galerie Charlotte Hening - Darmstadt - Allemagne, Villa Arçon - Nice - France, Palais de l'Europe - Menton - France
- 2015-2016 : Parcours de sculptures monumentales : La forêt des Géants Verts, forêt d'Argentenay[6].

## Distinctions
- Grand prix de la Ville de Vallauris, Biennale internationale de 1980 Premio Arquisto[2], Faenza, Italie, 1980.